# Otto von Bray-Steinburg

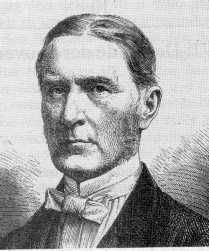
Otto von Bray-Steinburg

Otto Kamillus Hugo Gabriel Graf von Bray-Steinburg (* 17. Mai 1807 in Berlin; † 9. Januar 1899 in München) war ein bayerischer Politiker. So war er mehrfach Außenminister und zuletzt daneben auch Vorsitzender im Ministerrat des Königreiches Bayern. In diese Zeit fiel die Reichsgründung und der Eintritt Bayerns in das Deutsche Kaiserreich.

## Leben

### Frühe Jahre
Otto von Bray-Steinburg war der Sohn des aus Frankreich stammenden Diplomaten und Reichsrates Franz Gabriel Graf von Bray aus dem Adelsgeschlecht der Brays.
Bray-Steinburg studierte nach dem Gymnasialabschluss 1825 am (heutigen) Wilhelmsgymnasium München in Göttingen und München Jura. Anschließend wurde er als Diplomat des Königreichs Bayern tätig. 

### Aufstieg in Diplomatie und Politik
Seine Stationen als Diplomat waren zunächst Wien, Paris und Athen. Von 1843 bis 1859 war er mit Unterbrechungen bayerischer Gesandter in Sankt Petersburg. 
Bereits 1846/47 war er erstmals, 1848/49 zum zweiten Mal Außenminister. 1859/60 war er Gesandter in Berlin, dann in Wien. 
Schon 1849 wurde Otto von Bray-Steinburg die Ehrenbürgerwürde der Stadt Passau verliehen.
Im Frühjahr 1870 ernannte ihn König Ludwig II. erneut zum Außenminister, mit diesem Amt war mittlerweile der Vorsitz im Ministerrat verbunden.

### Regierungschef in Bayern
Wie sein Vorgänger Chlodwig zu Hohenlohe-Schillingsfürst musste Bray-Steinburg nun gegen die großdeutsch gesinnte konservative Bayerische Patriotenpartei regieren, die seit 1869 die Mehrheit im Parlament hatte. Der König berief aber nur liberale Minister, seine Souveränität gegenüber den Abgeordneten war ihm wichtiger als Schnittmengen mit den Patrioten. 
Anlässlich der Spannungen zwischen Preußen und Frankreich im Zuge der Emser Depesche führte der bayerische Ministerrat am 14. Juli 1870 – nur fünf Tage vor der französischen Kriegserklärung – eine hitzige Debatte über die Rolle des Landes in dem sich abzeichnenden Krieg. Einen Tag später einigte sich die Regierung in München dann doch darauf, auf preußischer Seite zu kämpfen. Am 16. Juli 1870 befahl der König Ludwig II. die Mobilmachung der Bayerischen Armee. München hoffte, durch die aktive Beteiligung an dem Waffengang möglichst wenig Souveränitätsrechte abtreten zu müssen. Bray-Steinburg fasste die politischen Optionen Bayerns wie folgt zusammen:

„Gehen wir mit Preußen und gewinnt dieses den Krieg, so ist Preußen gezwungen, den Bestand Bayerns zu achten. Unterliegt Preußen, so verlieren wir vielleicht die Pfalz, aber mehr kann uns nicht geschehen, denn Frankreich muss die Selbständigkeit der deutschen Einzelstaaten immer begünstigen; das Gleiche tritt ein, wenn wir neutral geblieben sind und Frankreich siegt. Siegt aber Preußen, obwohl wir es gegen den Vertrag im Stiche gelassen haben, dann erwartet uns das Schicksal Hannovers.“

Bray-Steinburg sprach sich im französisch-deutschen Krieg von 1870/71 als einziger deutscher Politiker in maßgeblicher Funktion ursprünglich gegen Annexionen französischer Gebiete (z. B. des Elsass und des deutschen Lothringens) aus. Für den Fall, dass eine Abtretung des Gebiets von Elsaß-Lothringen unvermeidlich werde, sprach er sich in einem Brief (4. September 1870) an den damaligen österreichisch-ungarischen Reichskanzler und k.u.k. Außenminister Friedrich Ferdinand von Beust, seinen persönlichen Freund aus Studientagen in Göttingen, für die Schaffung eines neutralen Zwischenstaats unter dem Haus Habsburg-Lothringen-Toskana aus. Aber schon wenige Tage später schwenkte Bray-Steinburg – da Preußen auf der Annexion bestand – auf die preußische Position ein.
Als es danach um die Zustimmung des Landtags zur Reichsgründung ging spaltete sich die Patriotenpartei, die bisher stets für ein unabhängiges Bayern eingetreten war, in dieser Frage. Schließlich stimmte der Landtag mit einer äußerst knappen Zweidrittelmehrheit von 102 zu 48 Stimmen für den Beitritt, jedoch erst am 21. Januar 1871, drei Tage nach der Kaiserproklamation. Bray-Steinburg oblagen die Verhandlungen um den Eintritt Bayerns in das Deutsche Reich, wo er Bayern wichtige Sonderrechte, insbesondere eine weiterhin eigenständige bayerische Armee und Diplomatie sowie weitere Ausnahmen bei den Zuständigkeiten des Reiches  (Reservatrechte) sichern konnte. Der Vorsitz Bayerns im diplomatischen Ausschuss des Bundesrats, der schon 1870 Bayern zugesprochen worden war, wurde dagegen in der Folge nicht genutzt und brachte dem Königreich kein zusätzliches Gewicht.
Wegen seiner Opposition zur bayerischen Kulturkampfpolitik trat Bray-Steinburg bereits wenige Monate nach der Reichsgründung im Juli 1871 als Außenminister und Vorsitzender im Ministerrat zurück und wurde danach bis 1897 erneut bayerischer Gesandter in Wien. Neuer Vorsitzender im Ministerrat und Außenminister wurde zunächst Friedrich von Hegnenberg-Dux.

## Schriften
- Graf Otto von Bray-Steinburg: Denkwürdigkeiten aus seinem Leben. S. Hirzel, Leipzig 1901 (Digitalisat).